# Aphrophora pectoralis
Aphrophora pectoralis är en insektsart som beskrevs av Matsumura 1903. Aphrophora pectoralis ingår i släktet Aphrophora, och familjen spottstritar. Arten är reproducerande i Sverige.